# دوناتو توما
دوناتو توما (بالإيطالية: Donato Toma)‏ هو سياسي إيطالي، ولد في 4 ديسمبر 1957 في نابولي في إيطاليا. حزبياً، نشط في فورزا إيطاليا (إيطاليا).